# Закон об оскорблении чувств верующих
Части 1 и 2 статьи 148 Уголовного кодекса РФ «Нарушение права на свободу совести и вероисповеданий», известные также как «закон об оскорблении чувств верующих», или «закон о защите чувств верующих» предусматривают наказание за публичные действия, выражающие явное неуважение к обществу и совершённые в целях оскорбления религиозных чувств верующих.
Закон принят в 2013 году, в частности после инцидента с группой «Pussy Riot», устроившей акцию в храме Христа Спасителя в Москве. Закон не даёт ясного определения оскорбления чувств верующих, что является причиной споров и неоднозначного толкования.

## История
Уголовный кодекс РСФСР 1960 года, действовавший в РФ до 1997 года, запрещал «оскорбление чувств и убеждений граждан в связи с их отношением к религии с использованием в этих целях средств массовой информации или в иной публичной форме» (ст. 143) под угрозой наказания до одного года лишения свободы.
КоАП РФ 5.26, часть 2, запрещает «умышленное публичное осквернение религиозной или богослужебной литературы, предметов религиозного почитания, знаков или эмблем мировоззренческой символики и атрибутики», а также их порчу или уничтожение.
В современной России история борьбы с оскорблениями чувств верующих начинается с разгрома выставки «Осторожно, религия!» и последующего судебного процесса над её организаторами и участниками, признанными виновными в
разжигании национальной и религиозной вражды. Закон, карающий
оскорбление религиозных чувств в то время ещё не был принят. Различные случаи оскорблений, следует связаны часто арт-проектами, начиная с упомянутой выставки и включая известное дело об оскорблении, которое православным верующим нанесла постановкой оперы «Тангейзер». Одной из предпосылок введения уголовной ответственности за оскорбление религиозных чувств стало «дело Pussy Riot» 2012 года, группы, которая пыталась организовать «панк-молебен» в московском храме Христа Спасителя. Активистки, станцевавшие в храме, были приговорены к двум годам колонии по статье о хулиганстве, однако именно после истории с «панк-молебном» был принят специальный закон против таких действий. В 2012 году «Союз солидарности с политзаключёнными» признал участниц группы Марию Алёхину, Надежду Толоконникову и Екатерину Самуцевич политическими заключёнными, посчитав, что в их действиях не содержится состава того уголовного преступления, в котором их обвинили, и что уголовное преследование является неправосудным. В том же году международная неправительственная организация «Amnesty International» признала участниц Pussy Riot узницами совести, арестованными исключительно за мирное выражение своего мнения. 
В июне 2013 года приняты поправки об увеличении ответственности «за оскорбление чувств верующих», в том числе устанавливающие уголовную ответственность в виде лишения свободы за «публичные действия, выражающие явное неуважение к обществу и совершённые в целях оскорбления религиозных чувств верующих» (ст. 148 УК РФ). Также был увеличен размер ответственности, предусмотренной статьёй 5.26 КоАП; в связи с изменением величины штрафа поправки были внесены и в статью 3.5 КоАП.
В 2014 году по статье был вынесен первый приговор: 24-летний житель Ижевска, который опубликовал в интернете оскорбительную для мусульман картинку, получил в наказание 200 часов обязательных работ. Введение в Уголовный кодекс нынешнего варианта статьи 148 вызвало ряд критических замечаний, обусловленных, в частности, тем обстоятельством, что закон должен защищать права как верующих, так и неверующих. Первый пик дел по 148-й статье пришёлся на 2016—2017 годы, когда в течение года открывалось примерно по 10 дел, в том числе за мемы про Иисуса и негативные комментарии про верующих в соцсетях. Неоязычница Наталья Телегина была осуждена за картинку, на которой скандинавский бог Тор замахивается молотом на православный храм, и шесть антихристианских мемов, где высмеивались православные и патриарх Кирилл. Художник Виктор Ночевнов получил судимость и был оштрафован на 50 тысяч рублей за карикатуры, на которых нарисованный Иисус висел на турнике, танцевал или был одет в нацистскую форму. В тот же период под суд попал блогер Руслан Соколовский, записавший ролик, в котором он «ловит покемонов» — играет в мобильную игру Pokemon Go в екатеринбургском Храме на Крови. В 2016 году «Amnesty International» признала Соколовского, который в это время находился в следственном изоляторе в качестве подследственного, узником совести; данный статус указывает на то, что «человек находится в заключении только из-за выражения своих взглядов, которые не совпадают с позицией властей». В том же году правозащитная организация «Мемориал» признала Соколовского политзаключённым. Согласно формулировке приговора, преступными являются, среди прочего, атеистические взгляды: «В видеосюжетах Соколовского присутствует информация, содержащая в себе признаки оскорбления чувств приверженцев христианства и ислама, формируемого через отрицание существования Бога». В ряде случаев фигуранту дела об «оскорблении чувств верующих» вменялись несколько статей, в числе которых 148-я статья была побочной.
В этой ситуации распространёнными стали жалобы на оскорбление чувств верующих. Православные активисты подвергли критике режиссёра Алексея Учителя, снявшего фильм «Матильда» о любовнице будущего царя Николая II, ныне почитаемого православными. Однако в этом случае какие-либо юридические последствия жалобы не имели. В том же 2017 году, УФАС сочла, что оскорбляющей чувства верующих является реклама челябинской организации по выдаче займов, выпустившей карманный календарь с молитвой «Отче наш» и иконой. Постпредство Республики Калмыкия потребовало извинений за оскорбление чувств верующих от телеканала ТНТ.
Согласно судебной статистике, в течение нескольких лет вплоть до 2021 года количество уголовных дел об оскорблении чувств верующих в России стабильно сокращалось. Однако в данного года дел по данной статье было открыто значительно больше, при этом в нескольких случаях люди были осуждены не за высказывания, а за фотографии. По подсчётам аналитического центра «Сова» в 2021 году за периода по ноябрь за оскорбление чувств верующих было возбуждено 13 дел, что значительно больше, чем в предыдущие годы. Так, осенью того же года под следствием оказались Лолита Богданова, обнажившая грудь на фоне храма Василия Блаженного, и Ирина Волкова, которая снялась в стрингах с Исаакиевским собором в кадре. Отмечается, что уже много лет оба собора являются музеями, а не действующими храмами. За фото, на котором пара имитировала оральный секс на фоне того же собора Василия Блаженного, обоим участникам съёмки было назначено наказание виде в заключения в колонии на срок 10 месяцев, что стало первым случаем реального лишения свободы по 148-й статье УК. Для сравнения, в 2020 году по этой статье было вынесено всего два приговора, в 2019 году — три.
Эксперт центра «Сова» Александр Верховский отмечал, что первая волна волна уголовных дел об оскорблении чувств верующих отличалась от следующей: во время первой вокруг религии велась общественная дискуссия, картинки и посты подсудимых представляли собой сознательные высказывания, связанные с верой. Так, блогер Соколовский «ловил покемонов» в храме не по незнанию, а пришёл туда специально, стремясь показать, что ничего незаконного в этом якобы быть не может. Подсудимые второй волны, в том числе снявшиеся полуголыми на фоне храмов, как правило, не пытались высказаться и религии. По мнению Верховского, 148-я статья стала применяться государством для утверждения идеологии, как и статья о реабилитации нацизма. «Государство таким образом подтверждает, что оно защищает правильные ценности».

## Состав преступления
Объект преступления
Основным непосредственным объектом данного преступления является конституционное право на свободу совести и выбора вероисповедания, установленное ст. 9 Конвенции о защите прав и свобод человека и гражданина, а также ст. 28 Конституции. Согласно данным нормам, каждый вправе индивидуально или совместно с другими лицами исповедовать любую религию (или не исповедовать никакой), а также выбирать, иметь и распространять религиозные и иные убеждения и действовать в соответствии с ними.
Потерпевшим от данного преступления может выступать лицо, исповедующее определённую религию.
Объективная сторона преступления
Субъект преступления
Субъектом преступления является физическое вменяемое лицо, достигшее 16-летнего возраста.
Субъективная сторона преступления
Субъективная сторона характеризуется виной в форме прямого умысла.
Квалифицирующие признаки
Квалифицированный состав (ч. 2 ст. 148) предусматривает ответственность за деяния, совершённые в местах, специально предназначенных для проведения богослужений, других религиозных обрядов и церемоний.

## В обществе
Реакция российского общества на инциденты оскорбления религиозных чувств имеет свои особенности. Первоначально группа «оскорблённых» невелика, их имена могут быть вовсе неизвестными, но после попадания в сферу внимания СМИ реакция на оскорбление охватывает значительную аудиторию, не только религиозных людей. Социальные сети способствуют существенному вовлечению аудитории в эмоциональное обсуждение данного события, обеспечивают «включённость» в обсуждаемую ситуацию. Таким образом формируется недолговременное сообщество, которое объединяют негативные чувства и стремление к защите нравственности. При этом не имеет значения, в действительности ли верующие столкнулись с травмирующим событием.
Оскорблённые верующие в российском обществе не воспринимают себя в качестве меньшинства, но они считают себя представителями
большинства, на основании чего требуют защиты своих чувств маргинальных лиц. Общество при этом солидаризуется с «оскорблёнными», разделяет их позицию. Так, согласно социологическим опросам, 35 % россиян считали наказание для Pussy Riot (два года колонии) «адекватным», а 43 % — «недостаточным». Права религиозных меньшинств также время от времени нарушаются, но эти случаи практически не привлекают внимания общественности. Борьба
российских верующих против оскорбления их религиозных чувств представляет собой борьбу фактического меньшинства, воспринимающего себя в качестве большинства и поддерживаемого в этом убеждении значительной частью общества и государством. Таким образом, ценности, которые отстаивает это религиозное меньшинство, в целом близки ценностям и установкам, разделяемым российским нерелигиозным большинством.
Наличие в российском обществе «традиционного религиозного сознания» заметных по численности групп «традиционных верующих» ставится по сомнение. Большинство
российских верующих стали верующими в недавнее время, и борьба против
оскорбления религиозных чувств может являться одной из стратегий утверждения новой коллективной идентичности. Российское общество находится в поиске новых идеологических ориентиров. Стремление к утверждению собственной культурной самобытности, противостояние культурному влиянию западного мира может вызывать попытки возродить или сконструировать собственные традиции, включая «традиционную религию». Происходит политизация эмоций или их использование эмоций в политических и идеологических целях. Борьба с оскорблением религиозных чувств составляет преимущественно медийный феномен. Инициативная группа обычно является анонимной. Обсуждение этих инцидентов в СМИ являются одной из форм присутствия религии в российском публичном пространстве, «рекламой» религиозного мировоззрения определённого типа.